# Давыдов, Карл Юльевич
Карл Ю́льевич Дави́дов (Давыдов) (3 [15] марта 1838, Голдинген, Курляндская губерния — 14 [26] февраля 1889, Москва) — русский виолончелист, композитор, дирижёр, педагог. Директор Санкт-Петербургской консерватории в 1876—1887 годах.
В историю русской музыкальной культуры К. Ю. Давыдов вошёл в качестве видного организатора музыкально-общественной жизни, своеобразно одарённого композитора и мыслителя-методиста.
К. Ю. Давыдов был одним из ярчайших представителей русской музыкальной интеллигенции второй половины XIX века.

## Биография

### Детство и годы обучения
Родился в Голдингене Курляндской губернии, в еврейской семье. Дом Давыдовых являлся одним из наиболее ярких культурных очагов в России второй половины XIX — начала XX века. Брат математика А. Ю. Давидова.
Глава семейства, Юлий Петрович Давидов (1804—1870) был высокообразованным человеком. Врач по профессии, он в то же время страстно любил музыку. Медицинское образование Юлий Петрович получил в Дерптском университете, там же он познакомился с европейской литературой, в Дерпте выявились и его незаурядные музыкальные способности. Современники оставили восхищённые отзывы о его игре на скрипке.
После окончания университета Ю. П. Давидов несколько лет провёл в Гольдингене, в 1838 году был назначен врачом при 1-й Киевской гимназии. А ещё через год получил место в Николаевском воспитательном доме в Москве, куда вскоре и переехала вся семья.
Образованной женщиной была и жена Юлия Петровича — урожденная Доротея Михалович (Michalovitz, 1802—1864), персонально руководившая учрежденным ею в Москве частным женским пансионом.
Отличительной чертой дома Давыдовых было сочетание интереса к точным наукам и к музыке. В регулярно происходивших в доме музыкальных собраниях, наряду с лучшими московскими исполнителями-профессионалами, неизменное участие принимал сам Ю. П. Давыдов, а также его дочери, о которых отзывались как о прекрасных пианистках.
Такая необыкновенно дружеская и творческая атмосфера в семье Давыдовых способствовала успешному воспитанию детей, формированию их как полноценных и самодостаточных личностей.
Особенно яркой фигурой в этой семье был старший сын Август Юльевич, оказавший большое влияние на весь процесс воспитания и развития младшего брата, Карла. Сам А. Ю. Давидов к числу практиков-музыкантов не принадлежал, но музыку высоко ценил и хорошо в ней разбирался. Он обладал блестящими математическими способностями и был одним из виднейших русских ученых-математиков своего времени.
Несомненно, самым выдающимся музыкальным дарованием в семье Давыдовых обладал Карл Юльевич. Он известен главным образом как превосходный виолончелист-виртуоз. Исполнительство было самой яркой стороной творчески многогранной деятельности Давыдова. 
Давыдов занимался музыкой с детства (играл на фортепиано и на виолончели). Игре на виолончели его обучал солист оркестра Большого театра Генрих Шмит. Благодаря его чуткому руководству Карл уже в четырнадцать лет принял участие в публичном концерте в Москве, на котором с успехом сыграл в сопровождении оркестра одну из виртуозных пьес Макса Борера (8 марта 1852 года в Большом театре). 
В 1858 году Карл Юльевич окончил физико-математический факультет Московского университета со степенью кандидата математических наук, по примеру брата. На протяжении четырёх лет обучения Давыдов считался отличным студентом; однако интерес к музыке нисколько не остывал. Этому способствовало и довольно распространенное в университетской среде того времени увлечение музыкой.
Ко времени окончания университета у К. Ю. Давыдова созрело окончательное намерение посвятить себя композиторской деятельности. Он решил отправиться для учения в Германию, так как в России в то время консерватории ещё не было. Карл Юльевич попал в число учеников Морица Гауптмана. Благодаря занятиям у М. Гауптмана, Давыдова в Лейпциге знали исключительно как подающего надежды молодого композитора. О своей игре на виолончели он предпочитал не говорить, не придавая ей серьезного значения.
Несмотря на успехи в изучении теории композиции, творческие силы молодого музыканта проявились не сразу. Большинство написанных произведений автор не считал достойными распространения (так, первые четыре opus’а Давыдова остались вовсе неизданными, а опубликованные встречали достаточно холодные отклики прессы). Но вскоре он сумел побороть большую часть сомнений и вернулся к исполнительской деятельности. 

### Профессор Лейпцигской консерватории и выдающийся исполнитель
После блестящего выступления в Гевандхаузe, где Карл Юльевич исполнил только что законченный свой первый концерт, он был признан наиболее авторитетными в то время в Европе кругами первоклассным виртуозом-артистом. Вскоре он получил приглашение стать профессором Лейпцигской консерватории. А ряд концертных поездок по Германии и Голландии ещё более упрочил его славу, как одного из наиболее выдающихся виолончелистов Европы.
Интересно, что именно с возвращением Давыдова к исполнительской деятельности было связано и пробуждение его композиторских способностей.

### Переезд в Петербург
Несмотря на видное положение, занимаемое К. Ю. Давыдовым в Лейпциге, он горячо любил свою родину и, не задумываясь, с радостью принял предложение А. Г. Рубинштейна вступить в число профессоров первой организуемой в России Петербургской консерватории. С этих пор и почти до конца жизни многосторонняя творческая и музыкально-общественная деятельность Давыдова была тесно связана с Петербургом.
В консерватории Давыдову было поручено два класса — виолончели и истории музыки. Виолончельный класс Давыдова считался образцовым не только в России, но и за рубежом. К. Ю. Давыдов воспитал многих выдающихся виолончелистов (А. В. Вержбилович, П. П. Федоров, Д. С. Бзуль, А. Э. Глен, В. П. Гутор и др.). Его преподавание отличалось целесообразностью педагогических приемов и строгим, обдуманным выбором учебного материала.
Одновременно с консерваторией, Карл Юльевич поступил на службу в оркестр Итальянской оперы, солистами которой в то время состояли первоклассные музыканты. С момента приезда он вступил также постоянным членом в струнный квартет Русского музыкального общества.
Твердо упрочили положение Давыдова и его сольные выступления. О Давыдове-исполнителе современники оставили самые восторженные отзывы. Чайковский считал его артистом, стоящим «во главе всех существующих виолончелистов», а Кюи называл «величайшим из виолончелистов не только по недосягаемому совершенству техники, но и глубокому пониманию, беспредельно изящному вкусу, высокому благородству исполнения».
После женитьбы Давыдова (в 1865 году) на бывшей воспитаннице пансиона его матери — Александре Аркадьевне Горожанской, его дом (как некогда дом родителей, а потом и брата, в Москве) стал своеобразным музыкально-культурным очагом, где встречались крупнейшие музыканты страны и где часто музицировали также посещавшие Россию иностранные музыканты.
Профессор консерватории, солист императорского двора, концертмейстер-виолончелист итальянской оперы, член квартета Русского музыкального общества, настоящий любимец концертной эстрады — таково было положение Давыдова, доставшееся ему без особенных затруднений. В силу такого высокого положения, Карл Юльевич оказался близок к крупным дворянско-буржуазным кругам, общаясь с видными промышленниками, многие из которых были его учениками. Давыдов был непосредственно вовлечен в русское предпринимательство: с 1874 года он в течение двенадцати с лишним лет состоял одним из директоров-акционеров «Общества Брянского рельсопрокатного, железоделательного и механического завода». 

### Директор Петербургской консерватории
В 1876 году К. Ю. Давыдов становится директором Петербургской консерватории. К тому моменту он уже прекрасно был знаком с жизнью консерватории, с её нуждами и недостатками, так как находился в стенах заведения с первого же года основания. Одну из важнейших задач консерватории он видел, наряду с подготовкой композиторов, солистов-певцов и инструменталистов, в том, чтобы воспитать большое количество культурных музыкантов для оркестров, театров и музыкальных школ.
В течение всего директорства Давыдова огромное внимание уделялось разработке учебных программ и экзаменационных требований. Особенно тщательно уточнялись требования для поступления и окончания консерватории. При Давыдове стал действовать новый устав, который утверждал значение консерватории как высшего учебного заведения.
В соответствии с общей установкой К. Ю. Давыдова был значительно расширен прием. Количество учеников выросло почти вдвое. Увеличилось и количество бесплатных вакансий, а для ряда учащихся была установлена льготная плата за обучение. В начале своей директорской деятельности Давыдов явился инициатором организации Общества для вспомоществования учащимся и устройства общежития для нуждающихся учеников.
Стремление увеличить количество выпускаемых музыкантов привело Давыдова к мысли создать подготовительное училище. Проект такого училища получил одобрение, был подобран состав преподавателей и разработаны специальные правила. Однако этот замысел остался неосуществленным из-за ухода Давыдова.
Причиной его ухода послужил ряд конфликтов с царскими чиновниками, требовавшими сократить льготы учащимся по плате за обучение, чтобы затруднить доступ в консерваторию студентам непривилегированных сословий. Не соглашаясь с дирекцией, К. Ю. Давыдов подал заявление об отставке и в 1887 году покинул консерваторию.
В воспоминаниях современников мы встречаем в высшей степени благожелательные отзывы о Давыдове и о времени его директорства в консерватории. Период руководства консерваторией К. Ю. Давыдовым − одна из самых важных эпох в истории развития консерватории.

### Дирижерская деятельность
Давыдов получил известность также в качестве незаурядного дирижёра. Эта область всегда привлекала Карла Юльевича. Немалое значение имел Давыдов-дирижёр как пропагандист русской симфонической музыки, которую он постоянно включал в свои концерты произведения Чайковского, Глинки, Балакирева, Кюи, Мусоргского, Рубинштейна и свои собственные. Давыдов знакомил русских слушателей и с лучшими произведениями зарубежных классиков и романтиков.

### Возвращение в Москву
В 1888 году Давыдов вернулся в Москву, где, несмотря на плохое состояние здоровья (стенокардия (приступы грудной жабы)), занимался устройством концертов камерной музыки (в том числе бесплатных для учащейся молодёжи). Среди близких московских друзей Давыдова — концертировавший с ним В. И. Сафонов.
К. Ю. Давыдов похоронен на Введенском кладбище в Москве (3 уч.), на могиле памятник работы Р. Р. Баха.

### Семья
Жена — Давыдова, урождённая Горожанская, Александра Аркадьевна (1849—1902), сестра артиста М. А. Решимова, с 1892 года издательница журнала «Мир Божий».
Дочь — Туган-Барановская Лидия Карловна (1869—1900), первая жена экономиста М. И. Туган-Барановского, переводчица, публицист, общественная деятельница. В 1899 году была представительницей России на Всемирном Женском конгрессе в Лондоне. В «Мире Божьем» вела отдел «На родине».
Сын — Давыдов Николай Карлович (1870—1915).
Приёмная дочь — Куприна-Иорданская Мария Карловна (1881—1966) — первая жена писателя А. И. Куприна, во втором браке жена государственного деятеля Н. И. Иорданского. Была подкинута в семью Давыдовых и удочерена ими. Оставила воспоминания «Годы молодости».

## Композиторское творчество К. Ю. Давыдова
Несмотря на активную музыкально-общественную, педагогическую и дирижёрскую деятельность, Давыдов никогда не оставлял композиторского творчества. Когда именно впервые обнаружился в Давыдове творческий импульс, определенных сведений не сохранилось. Однако известно, что в домашней обстановке была исполнена целая написанная им опера «Die Bergknappen» («Рудокопы»). А воспоминания видного в свое время скрипача В. В. Безекирского свидетельствуют, что некоторые произведения молодого Давыдова тогда же исполнялись и в концертах.
Композиторское наследие К. Ю. Давыдова составляют камерные произведения (пьесы для виолончели и фортепиано, романсы, секстет, фортепианный квинтет), четыре виолончельных концерта, множество транскрипций для виолончели и др.
Его деятельность в этой области можно условно разделить на три периода-этапа, каждый из которых отражает определенную стадию поиска образной содержательности, которым отмечено все творчество композитора. 

### Периодизация творчества
Первый период, (1859—1863) — лейпцигский, начинается с написания Первого виолончельного концерта (ор.5, h-moll). К этому периоду относятся также «Фантазия на русские темы» (ор. 7, 1863), ряд салонных миниатюр для виолончели и фортепиано, среди которых выделяются «Воспоминания о Царицыне» (ор.6), «Одиночество» (ор.9), Ноктюрн, «Звуки Родины» (ор.8) и др. Наиболее значительным сочинением, завершающим этот период творчества, является «Концертное аллегро» для виолончели с оркестром (ор.11, a-moll).
Второй период, (1863—1878), представлен такими крупными сочинениями как Второй виолончельный концерт (ор.14, a-moll), Третий виолончельный концерт (ор.18, A-dur), симфоническая картина «Дары Терека» (ор.21, 1873), Баллада для виолончели и фортепиано (ор.25, 1875), неоконченная опера «Мазепа» (1875—76), ряд романсов для голоса с фортепиано (ор.28), виолончельные миниатюры (среди которых пьесы «Прощай», «У фонтана», «Юмореска», Три салонные пьесы ор.30 и др.).
Третий период (1879—1887) ознаменован появлением Четвёртого виолончельного концерта (ор.31, e-moll), большого числа камерно-инструментальных произведений, в частности струнного секстета (ор.35, E-dur), струнного квартета (ор. 38, A-dur), фортепианного квинтета (ор.40, g-moll), а также Сюиты для оркестра (ор.37). В этот же период созданы 3 романса на стихи Н. Некрасова (ор.33) и цикл «Силуэты» для виолончели и фортепиано (4 пьесы, ор.41).

### Характеристика творчества
Обладая исключительным исполнительским аппаратом, Карл Юльевич естественно стремился создать такой музыкальный материал, который позволил бы ему максимально использовать свои технические возможности. Поэтому концертные пьесы К. Ю. Давыдова наполнены своеобразными штриховыми комбинациями, длительными трех- и четырехзвучными аккордовыми последовательностями, сочетаниями в двойных нотах мелодической линии с тремолирующим аккомпанементом, быстрыми пассажами большой протяженности и т. п. Все это подвинуло виолончельную виртуозность на новый этап.
Тем же стремлением создать собственный концертный репертуар было вызвано появление и большого числа мелких виолончельных пьес Давыдова, начиная от юношеского «Воспоминания о Царицыно» (ор.6) и заканчивая циклом «Четыре пьесы» (ор.20). Интересно, что одна из этих пьес («У фонтана», ор.20 № 2) в свое время открыла совершенно новую страницу в виолончельном исполнительстве, благодаря впервые примененному Давыдовым в виолончельной практике штриху легкого spiccato на повторяющихся нотах, и тогда же вызвала множество подражаний.
Давыдов-композитор, так же, как и Давыдов-исполнитель, сравнительно рано отходит от традиций своих предшественников Б. Ромберга и А. Серве, увлечённых при написании своих музыкальных произведений преимущественно технической, виртуозной стороной. Давыдов же ставил перед собой, прежде всего, художественные цели, стремился расширить и обогатить репертуар исполнителей художественно ценными музыкальными произведениями.
Большой заслугой Давыдова явилось пополнение виолончельного репертуара не только его собственными концертами и пьесами, но и рядом созданных им транскрипций; среди последних — сделанные с тонким вкусом обработки пьес Бетховена (скрипичный романс G-dur), Шумана — пьесы из «Детского альбома», Монюшко, Кюи и др.
Особенную склонность испытывал Давыдов в камерной музыке. С определенностью можно сказать, что любовь к камерно-инструментальной области творчества была воспитана у будущего композитора ещё с детства.
Обращение к жанру было обусловлено также характерной для русской музыкальной культуры того периода связью исполнительского и композиторского творчества. Русские композиторы-классики нередко сочиняли музыку, имея в виду определенного исполнителя, чье искусство вдохновило их на создание данного произведения. В случае с К. Ю. Давыдовым можно говорить о том, что не только он сам впоследствии являлся исполнителем своих сочинений, но и предназначал их для своих учеников, для определенных камерных составов.
Ранние произведения Давыдова ещё мало самостоятельны, в частности — первый концерт h-moll, в котором отразилось воздействие Б. Молика, Б. Ромберга и отчасти А. Серве, чьи концерты были в репертуаре Карла Юльевича. Перелом наметился уже во втором концерте (а-moll, ор.14), который можно считать переходным произведением, началом нового творческого этапа. На этом сочинении сказалось влияние скрипичного концерта Ф. Мендельсона. Мендельсоновское воздействие проявляется и в ранних небольших виолончельных пьесах Давыдова, которые очень близки «Песням без слов» и в большинстве своем снабжены подзаголовком «салонных пьес». Среди них пьесы: «Одиночество» (ор.9 № 1), «Прощание» (ор.17 № 1), а также «Романс без слов» (ор.23), так и названный в подражание Мендельсону.
Однако постепенно мендельсоновское влияние в творчестве Давыдова стало вытесняться другими. Прежде всего, в творчестве К. Ю. Давыдова обозначились признаки поворота к другому полюсу немецкой романтики середины XIX столетия — к Роберту Шуману. Отчасти это можно объяснить возрастающим интересом исполнителей, в особенности участников камерных ансамблей к творчеству Шумана. Кроме того, Давыдов как исполнитель живо отзывался на многие вновь появлявшиеся серьезные виолончельные произведения, среди которых был и виолончельный концерт Шумана (ор.129), исполненный Карлом Юльевичем впервые в Петербурге в 1869 году. Давыдов оказался одним из первых пропагандистов этого концерта. В сочинениях К. Ю. Давыдова с поры увлечения Шуманом начали преобладать порывистая мелодика и нервная ритмика, вместе с большей сосредоточенностью и эмоциональной глубиной (например, пьесы «Воскресное утро» и «Вечерние сумерки» ор.20 № 1 и 4).
Этому композитору Давыдов уделил большое внимание в своих виолончельных транскрипциях (пьесы из «Альбома для юношества» № 19, 21, 22, 23, 26, 28, 30; «Почему?» из цикла «Фантастические пьесы» ор. 12 № 3; «Грезы» из цикла «Детские сцены» ор. 15 № 7 и др.). Таким образом, к семидесятым годам творческий облик Давыдова значительно изменился.
Знаменательным этапом в личном творческом пути стало выступление композитора (в 1872 г.) с симфонической картиной «Дары Терека» (ор.21). Следуя за одноимённым стихотворением Лермонтова, Давыдов представил программную последовательность трех красочных эпизодов, сомкнутых в общее целое небольшими звукоизобразительными переходами.
Затем К. Ю. Давыдов, много лет спустя после первого своего лейпцигского песенного цикла «Heimaths — Klänge» решился снова обратиться к вокальной музыке. Успех изданной им в 1874 году тетради романсов (ор. 25) превзошёл все ожидания автора. За первой тетрадью, на протяжении нескольких лет, последовало ещё пять других, и в своей совокупности они составили Давыдову подлинное композиторское имя.
Базируясь на стихотворном материале как классических, так и романтических поэтов (особенно часто — Гейне, Лермонтова и Некрасова, но также Гёте, Уланда, Ленау, Байрона, Фета, Плещеева, Толстого и др.), Давыдов чаще отбирал у них одни лишь лирические тексты, среди которых преобладала любовная тематика.
Вслед за романсами Давыдов снова вернулся к инструментализму, но уже на камерной основе. Сочинение струнного секстета (ор.35), струнного квартета (ор.38) и фортепианного квинтета (ор.40) составило главное содержание зрелого творческого периода Давыдова. К ним же примыкает и оркестровая «Сюита» (ор.37), пять частей которой — Сельская сцена", «Вальс», «Скерцо», «Маленький романс», «Марш», — имеют скорее камерный характер.
Между тем Давыдова неизменно влекло к большим масштабам. Показательнее всего история его оперы на сюжет пушкинской «Полтавы». Мечтая написать оперу, Давыдов долго выбирал сюжет и, найдя себе в качестве либреттиста В.П. Буренина, начал разрабатывать план сочинения. Опера им была почти закончена и даже частично инструментована; в журнальной литературе того времени можно было уже найти упоминание о ней и выражение надежды на скорую сценическую постановку. Не хватало весьма немногого, когда Давыдов вдруг совершенно бросил её писать и передал её либретто в полную собственность П. И. Чайковскому, которому оно, как известно, послужило для оперы «Мазепа».
Но, несмотря на это несостоявшееся произведение, К. Ю. Давыдов вполне реализовал все свои незаурядные творческие возможности. О последнем наглядно свидетельствует предсмертный цикл его виолончельных пьес «Силуэты» для виолончели и фортепиано (ор.41), 1887 г. Пьесы эти автор посвятил четырём виолончелистам: участнику квартета Иоахима — Роберту Гаусману («Утром») и трем своим ученикам — Александру Вержбиловичу («Вальс»), Александру Кузнецову (Ноктюрн) и Альфреду Глену («У Луганского озера»). Это — художественные миниатюры, полные поэтического настроения и тонкого вкуса. 

### Жанр виолончельного концерта
В истории русской виолончельной литературы Давыдов выступает как один из создателей жанра виолончельного концерта. Непосредственное влияние на концерты Давыдова оказало творчество композиторов-виртуозов первой половины XIX века, достижения композиторов «лейпцигской» школы, а также творческие поиски русских современников.
Основательное музыкальное образование К. Давыдова, его широчайший кругозор позволили ему достичь в виолончельных концертах гармоничного сочетания глубины художественного содержания и виртуозного показа выразительных возможностей инструмента; лирическая основа дарования композитора проявилась в преобладании лирико-драматической образной сферы, в большей степени отвечающей выразительным возможностям виолончели. В этом жанре (свой первый концерт Давыдов написал в 1859 году, последний — в 1878) особенно ясно можно проследить развитие его творческого стиля. 

### Творческие влияния и новаторство
Имя К. Ю. Давыдова, так же, как и имена Балакирева, Мусоргского, Римского-Корсакова, Бородина, Чайковского, связано с периодом яркого расцвета русской классической музыкальной культуры. Разностороннее дарование, художественный вкус и исполнительское мастерство К. Ю. Давыдова развивались под непосредственным влиянием его гениальных современников.
Несмотря на свои определенные тяготения к немецким романтикам, главным образом к Шуману, − Карл Давыдов с поразительным чутьем приветствовал произведения русских музыкальных гениев, особенно высоко ценил музыку таких мастеров как Н. А. Римский-Корсаков и П. И. Чайковский. Г. А. Ларош следующим образом отзывался о творчестве К. Ю. Давыдова: «Все его сочинения, писавшиеся им медленно и выходившие с большими промежутками, отличаются самою добросовестною работой, все они обличают талантливого, изящного музыканта; целая бездна разделяет Давыдова от заурядных композиторствующих виртуозов».
В произведения для виолончели К. Ю. Давыдов сумел поднять свой инструмент и в эмоционально-выразительном, и в виртуозно-техническом отношениях до уровня скрипки, сохранив в то же время его своеобразие. Давыдов, несомненно, открыл новые пути для использования выразительных особенностей виолончели в оперной, симфонической и камерной музыке.

### Место композитора в истории музыки
Интересно, что в то время не было практически ни одного певца, певицы или виолончелиста, в репертуаре которых отсутствовали бы сочинения К. Ю. Давыдова. Это обусловливалось тем, что произведения Карла Юльевича, разнообразные по образному содержанию, привлекали своим благородством и напевно-мелодическим стилем.
Известно, например, что П. И. Чайковский не раз одобрительно отзывался о творчестве Давыдова. 
Виолончельные сочинения Давыдова изучаются в качестве одной из основ технического воспитания исполнителя. Но не только ими определялась сущность композиторского дарования Давыдова.
В современном репертуаре сохраняет популярность Гимн для ансамбля виолончелистов, двух контрабасов и литавр Давыдова (в том числе, он исполняется в виде концертных бисов).

## Сочинения
Романс без слов для виолончели и фортепиано (op. 23)
Ранняя опера «Рудокопы»
Увертюра и фантазия для 4-х виолончелей и контрабаса из оперы «Калигула» (1858)
4 виолончельных концерта: № 1 (ор.5, h-moll); № 2 (ор.14, a-moll); № 3 (ор.18, A-dur); № 4 (ор.31, e-moll)
«Фантазия на русские темы» для виолончели с оркестром (ор. 7, 1863)
Ряд салонных миниатюр для виолончели и фортепиано, среди которых «Воспоминания о Царицыне» (ор. 6), «Одиночество», Ноктюрн, «Звуки Родины» (ор. 8) и др.
«Концертное аллегро» для виолончели с оркестром (ор.11, a-moll)
Симфоническая картина «Дары Терека» (ор.21, 1873)
Баллада для виолончели и фортепиано (ор.25, 1875)
Неоконченная опера «Мазепа» (1875—76)
Ряд романсов для голоса с фортепиано (орp. 25, 26, 28, 29, 33 (на слова Некрасова), 36)
Виолончельные миниатюры: «Прощай», «У фонтана», «Юмореска», Три салонные пьесы ор. 30 и др.
Струнный секстет (ор.35, E-dur)
Сюита для оркестра (ор.37)
Струнный квартет (ор. 38, A-dur)
Фортепианный квинтет (ор.40, g-moll)
Цикл «Силуэты» для виолончели и фортепиано (4 пьесы, ор.41)
«Школа для виолончели» (1888).
Переложения для виолончели произведений Фредерика Шопена и других композиторов.